# Sieidi

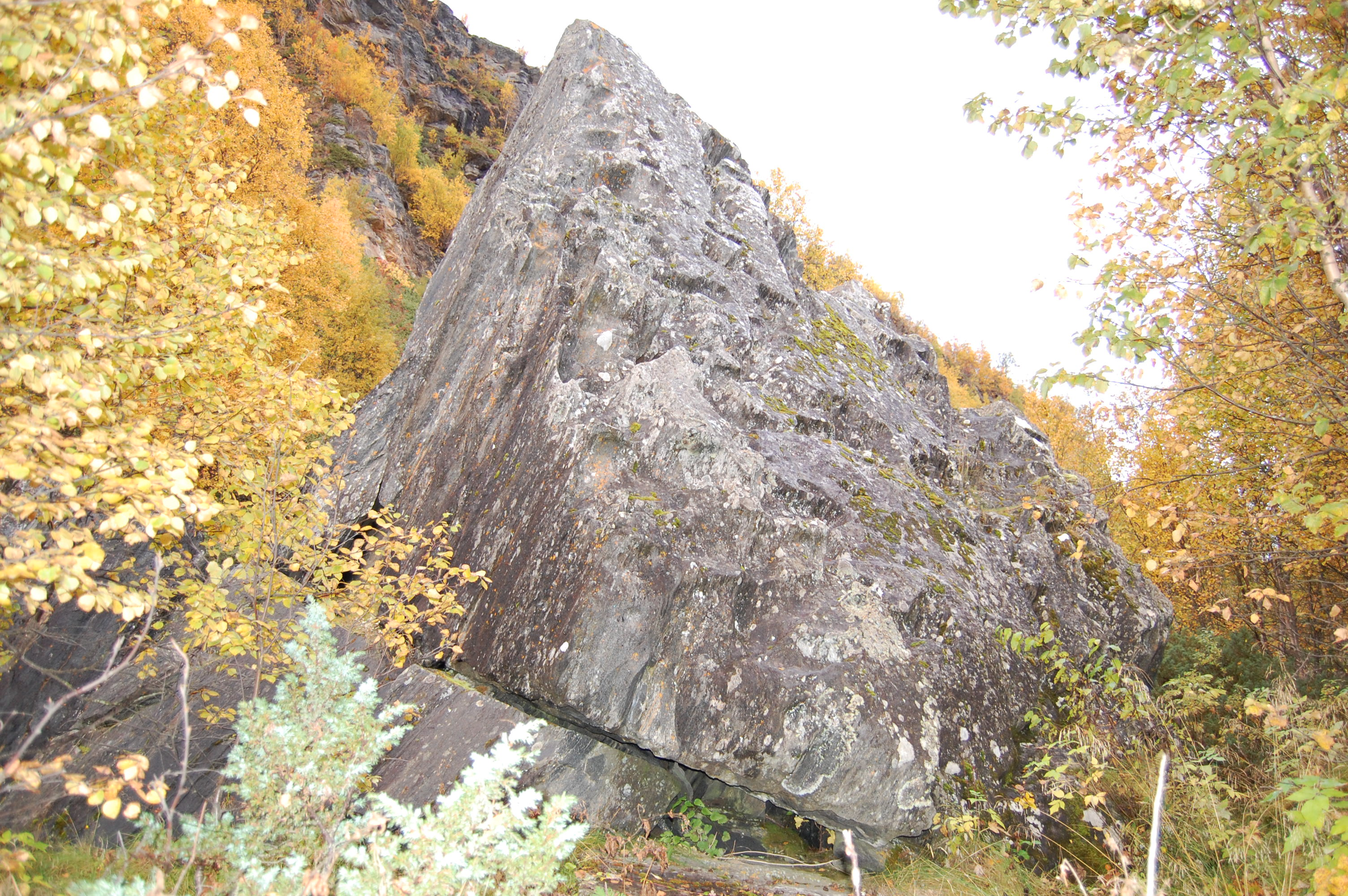
Siedi in Balsfjord

I Sieidi (Sami settentrionale: sieidi, finnico: seita, svedese: sejte, russo: сейд) sono degli oggetti religiosi per i Sami, solitamente rocce dalle forme singolari. Si trovano in natura in certi luoghi sacri, come vicino alle rive del mare o dei fiumi, oppure sulla cima delle montagne. Il termine Siedi è stato utilizzato per intendere anche rocce sacre o figure di legno, tutti simboli del potere divino sul naturale. I Sami sacrificavano su di essi parte della loro pesca per assicurarsi in futuro un'abbondanza di cibo. 
Tra i Sami meridionali, il nome varia tra viero-gierkie (roccia del sacrificio) e viero-moere (legno del sacrificio).